# Goodbye Heartbreak
«Goodbye Heartbreak» es una canción del duo británico Lighthouse Family, escrita por estos y el exmiembro de Simply Red Tim Kellett del álbum de debut Ocean Drive y producida por Mike Peden. Se publicó como el tercer sencillo en septiembre de 1996 llegando al Top 20 en el Reino Unido. La canción trata sobre la perseverancia frente a las inesperadas dificultades.

## Pistas y formatos
| #               | Título                                                         | Duración |
| --------------- | -------------------------------------------------------------- | -------- |
| UK CD single #1 |                                                                |          |
| 1.              | "Goodbye Heartbreak" (Phil Bodger mix)                         |          |
| 2.              | "Goodbye Heartbreak" (Linslee main mix)                        |          |
| 3.              | "Ocean Drive" (Mindspell's Miami Beach Experience - radio mix) |          |

| #               | Título                                  | Duración |
| --------------- | --------------------------------------- | -------- |
| UK CD single #2 |                                         |          |
| 1.              | "Goodbye Heartbreak" (Phil Bodger mix)  |          |
| 2.              | "Goodbye Heartbreak" (acoustic version) |          |
| 3.              | "Ocean Drive" (acoustic version)        |          |

## Listas
| Lista (1996)      | Posición |
| ----------------- | -------- |
| UK Singles Chart  | 14       |
| Eurochart Hot 100 | 64       |